# Шапон, Эстер Мульсо
Эстер Мульсо Шапон (Chapon, 1727—1801) — английская писательница.
Дочь дворянина Томаса Мульсо (1695–1763). Изучала французский, итальянский и латынь. Эстер Мульсо Шапон сочинила свой первый роман в девятилетнем возрасте. Выступила анонимно с «Одой в честь мира» и трогательным рассказом «Фиделия». Лучшее её произведение, изложенное в эпистолярной форме: «Об образовании ума». Эта книга была предназначена для воспитания девушек в духе буржуазных добротелей и часто использовалась в соответствующих пансионах (упоминается в «Ярмарке тщеславия» Уильяма Мейкписа Теккерея). В 1760 году она вышла замуж за адвоката Джона Шапона (ок. 1728–1761).
Эстер Мульсо Шапон скончалась в 1801 году будучи в финансовом положении, близком к нищете.
Полное собрание её сочинений вышло в столице Великобритании городе Лондоне в 1807 году.